# Tigers de Colorado College
Les Tigers de Colorado College (Colorado College Tigers) est un club omnisports universitaire du collège du Colorado, située à Colorado Springs dans le Colorado aux États-Unis. Les équipes des Tigers participent aux compétitions universitaires organisées par la National Collegiate Athletic Association.

## Basketball
Les équipes de Basketball masculine et féminine font partie de la division Southern Collegiate Athletic Conference (Division 3 de la NCAA).

## Hockey sur glace

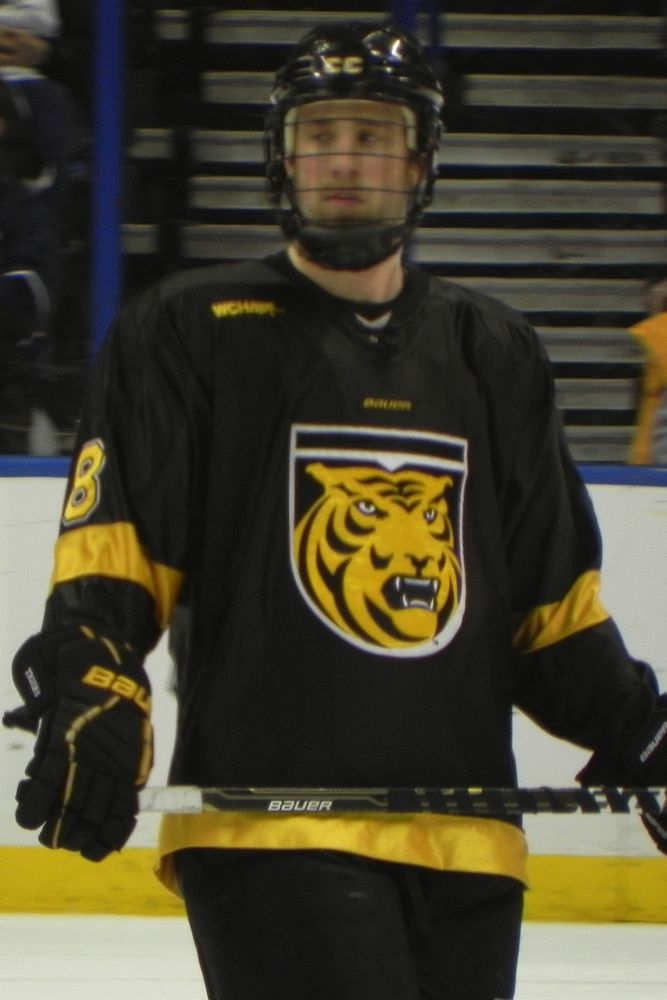
Jaden Schwartz lors du tournoi NCCAA 2011

L'équipe de hockey sur glace masculine fait partie de la division Western Collegiate Hockey Association. Elle fut championne nationale NCAA en 1950 et 1957.
À partir de 2013 l'équipe rejoint la National Collegiate Hockey Conference à la suite d'un réalignement des conférences par la NCAA.

## Football américain
L'université cessa les activités de l'équipe au terme de la saison 2008. Elle faisait partie jusqu'alors de la division Southern Collegiate Athletic Conference (Division 3 de la NCAA).